# Schizostachyum pilosum
Schizostachyum pilosum är en gräsart som beskrevs av Soejatmi Dransfield. Schizostachyum pilosum ingår i släktet Schizostachyum och familjen gräs. Inga underarter finns listade i Catalogue of Life.